# Guamische Fußballnationalmannschaft der Frauen
Die guamische Frauenfußballnationalmannschaft ist eine Auswahlmannschaft der Guam Football Association, die das Territorium Guam auf internationaler Ebene bei Frauen-Länderspielen vertritt. Die Mannschaft nahm bislang nur an der Qualifikation zur Ostasienmeisterschaft und an der Asienmeisterschaft teil, jedoch nicht an Weltmeisterschaften. Derzeitige Trainerin ist Kristin Thompson.

## Geschichte

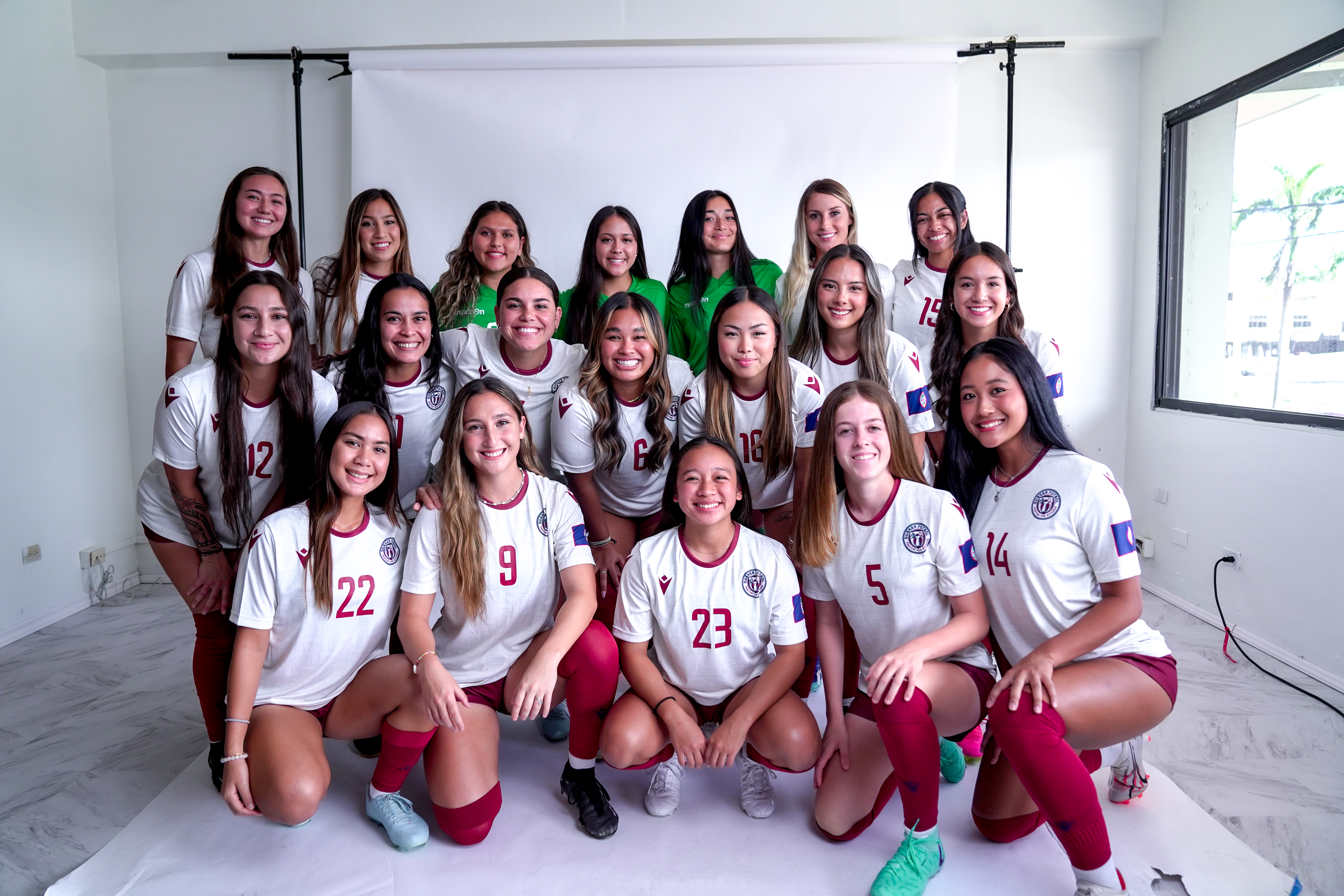
Guamische Frauenfußball-Nationalmannschaft (2023)

Ihr erstes Spiel absolvierte die Mannschaft bei der Asienmeisterschaft 1997. Im ersten Gruppenspiel gewann Japan mit 21:0 gegen Guam. Da auch die anderen Spiele gegen Hongkong und Indien verloren wurden, schied Guam als Gruppenletzter aus. Bei der Asienmeisterschaft 1999 erzielte die Mannschaft einen Sieg gegen Hongkong, verlor allerdings gegen China, Südkorea und Kasachstan und verpasste damit erneut die Finalrunde. Auch bei der Asienmeisterschaft 2001 gelang der Einzug in das Halbfinale nicht, da alle Gruppenspiele gegen Nordkorea, Vietnam, Japan und Singapur verloren wurden. Bei der Asienmeisterschaft 2003 wurden ebenso alle Gruppenspiele gegen Taiwan, Japan, Myanmar und die Philippinen verloren. Bei dem Fußballturnier der Südpazifikspiele 2003 konnte Guam jedoch die Bronzemedaille gewinnen, nachdem die Mannschaft gegen Fidschi, Kiribati und Vanuatu gewann, gegen Tonga und Tahiti Unentschieden spielte und gegen Papua-Neuguinea verlor.
Für die Asienmeisterschaft 2006 konnte sich Guam nicht qualifizieren, da die Qualifikationsspiele gegen Indien und Taiwan verloren wurden. Daraufhin nahm Guam an der Qualifikation für die folgenden Turniere nicht teil. Erst für die Asienmeisterschaft 2022 unternahm man einen neuen Anlauf, verlor in der Qualifikation jedoch gegen Myanmar, den Libanon und die Vereinigten Arabischen Emirate. Beim Fußballturnier der Pazifikspiele 2011 kam Guam nicht über die Gruppenphase hinaus, nachdem das Spiel gegen Fidschi verloren und gegen die Cookinseln und Tonga jeweils ein Remis erzielt wurde.
Guam konnte sich bisher nicht für die Teilnahme an der Ostasienmeisterschaft qualifizieren. So wurden in der Qualifikation für die Ostasienmeisterschaft 2008 die Spiele gegen Südkorea, Taiwan und Hongkong verloren. Bei der Qualifikation für die Ostasienmeisterschaft 2010 konnte man zwar gegen die Nördlichen Marianen gewinnen, verlor allerdings gegen Südkorea, Taiwan und Hongkong. Im Zuge der Qualifikation zur Ostasienmeisterschaft 2013 gewann Guam erneut gegen die Nördlichen Marianen und verlor wieder gegen Hongkong. Bei der Qualifikation für die Ostasienmeisterschaft 2015 konnte Guam durch Siege gegen die Nördlichen Marianen und Macau die zweite Qualifikationsrunde erreichen, verlor dort jedoch gegen Südkorea, Taiwan und Hongkong und verpasste damit die Qualifikation. Für die Qualifikation zur Ostasienmeisterschaft 2017 kam es zu den gleichen Begegnungen, wobei Guam wiederum die zweite Qualifikationsrunde erreichte und dort ausschied. Bei der Qualifikation zur Ostasienmeisterschaft 2019 schied Guam hingegen nach einem Sieg gegen Macau, einem Unentschieden gegen die Nördlichen Marianen und einer Niederlage gegen die Mongolei bereits in der ersten Qualifikationsrunde aus.

## Turniere

### Weltmeisterschaft
- 1991 bis 1995: Nicht teilgenommen
- 1999 bis 2027: Nicht qualifiziert

### Asienmeisterschaft
- 1975 bis 1995: Nicht teilgenommen
- 1997: Gruppenphase
- 1999: Gruppenphase
- 2001: Gruppenphase
- 2003: Gruppenphase
- 2006: Nicht qualifiziert
- 2008 bis 2018: Nicht teilgenommen
- 2022 bis 2026: Nicht qualifiziert

### Ostasienmeisterschaft
- 2005: Nicht teilgenommen
- 2008: Nicht qualifiziert
- 2010: Nicht qualifiziert
- 2013: Nicht qualifiziert
- 2015: Nicht qualifiziert
- 2017: Nicht qualifiziert
- 2019: Nicht qualifiziert
- 2022: Nicht teilgenommen
- 2025: Nicht qualifiziert